# ظاهرة حرجة

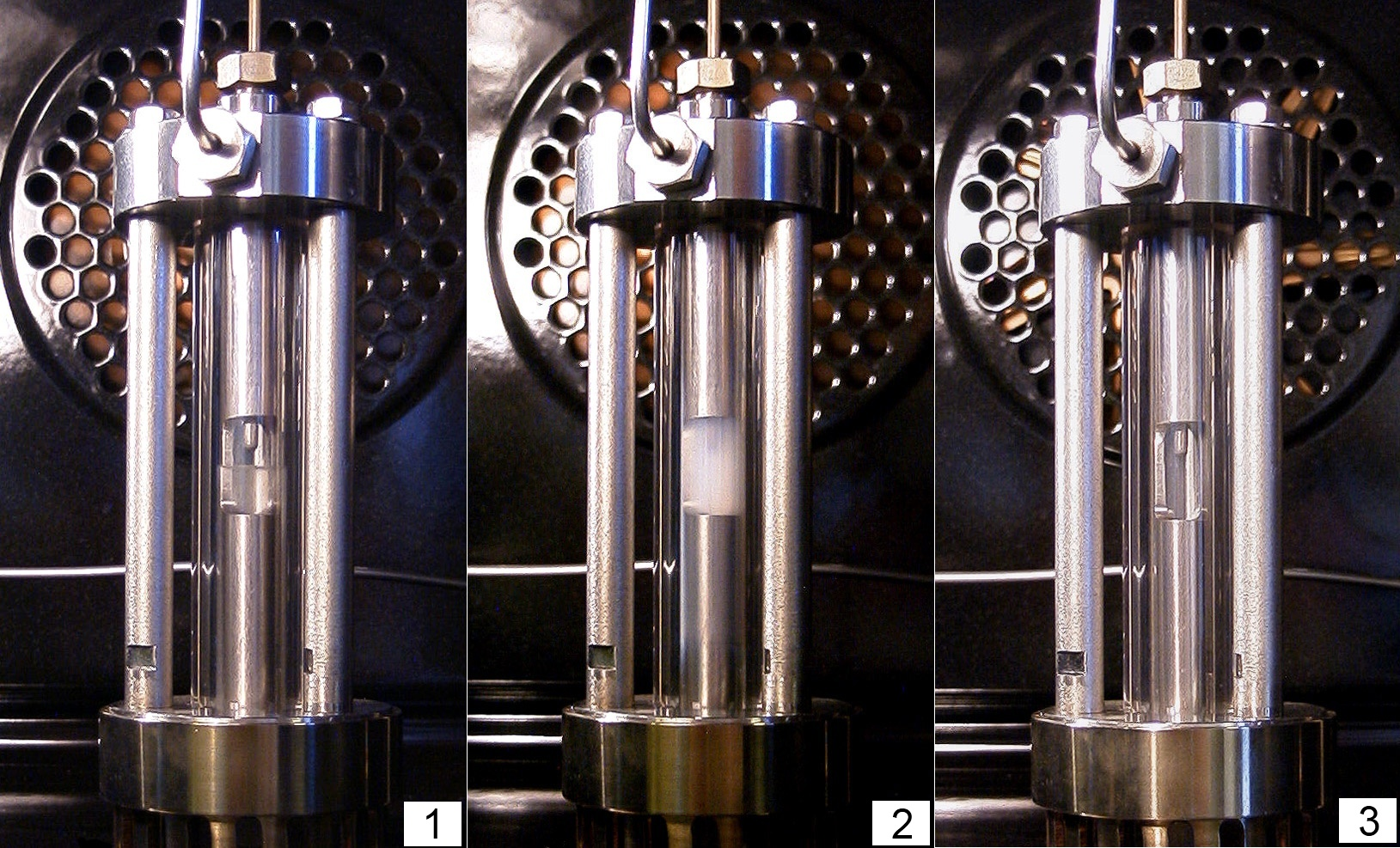
قياس درجة الحرارة الحرجة للإيثان

في الفيزياء، الظاهرة الحرجة هي الاسم الجمعي المقترن بفيزياء النقاط الحرجة. تُوقِف معظم هذه النقاط انحرافات طول الارتباط ولكن أيضًا تباطؤات الديناميات. تشمل الظاهرة الحرجة قياس العلاقات بين الكميات المختلفة وانحرافات قانون الطاقة لبعض الكميات (مثل القابلية المغناطيسية لمرحلة التحول الفيرومغناطيسية) التي تصفها الآساس الحرجة والشمولية والسلوك الكسيري والخرق الاحتمالي. تحدث الظاهرة الحرجة في مرحلة الانتقال ذات الترتيب الثاني رغم أن ذلك ليس حصريًا.
يُعد السلوك الحرج متخلفًا عن تقريب الحقل الوسطي الذي يُعد صالحًا بعيدًا عن مرحلة التحول وبما أن تقريب الحقل الوسطي يُهمل الارتباطات، يُصبح السلوك الحرج مهمًا جدًا عندما يقترب النظام من النقطة الحرجة وفيها ينحرف طول الارتباط. يمكن استخلاص عدة خصائص للسلوك الحرج لنظام ما من منصة مجموعة إعادة التطبيع.
من أجل تفسير الأصل الفيزيائي لهذه الظواهر، يجب أن نستخدم نموذج إيزينج بصفته مثالًا تعليميًا.

## النقطة الحرجة لنموذج إيزينج ثنائي الأبعاد
لنعتبر مصفوفة مربعة ثنائية الأبعاد مكونة من لف كلاسيكي يأخذ وضعين فقط: +1 و-1 عند درجة حرارة معينة {\displaystyle T} ويتفاعل من خلال نموذج إيزينج الكلاسيكي في الميكانيك الهاميلتوني:
{\displaystyle H=-J\sum _{[i,j]}S_{i}\cdot S_{j}}
حيث يُمدد الجمع فوق زوج أقرب جارين و{\displaystyle J} هي اقتران ثابت، وسنعتبرها مُعدلة. توجد درجة حرارة معينة يُطلق عليها اسم درجة حرارة كوري أو درجة الحرارة الحرجة {\displaystyle T_{c}} وتحتها يكون للنظام ترتيب فيرومغناطيسي بعيد المدى. فوق درجة الحرارة هذه، يكون النظام بارامغناطيسي ويكون غير منتظم بشكل واضح للعيان.
عند درجة الحرارة صفر، قد يأخذ إشارة شاملة واحدة إما +1 أو -1. عند درجات حرارة أعلى ولكن تحت درجة الحرارة الحدية نبقى الحالة ممغنظة بصورة شاملة، ولكن تظهر كتل الإشارات المعاكسة. عند ارتفاع درجات الحرارة، تبدأ تلك الكتل باحتواء كتل أصغر منها داخلها، مثلما يحدث في دمى الماتريوشكا الروسية (دمية في قلب دمية أخرى). يُطلق على قياسها النموذجي طول الارتباط {\displaystyle \xi } والذي يكبر بازدياد درجة الحرارة وينحرف عند درجة الحرارة الحدية. هذا يعني أن النظام برمته عبارة عن كتلة ولا يوجد مغنطة شاملة. فوق درجة الحرارة تلك، يتشوش النظام برمته ولكن بوجود كتل منظمة داخله، والتي يُطلق على قياسها أيضًا طول الارتباط ولكنه يتناقص مع ازدياد درجة الحرارة. عند درجة حرارة لا نهائية، يُصبح هذا الطول صفرًا وعنده يكون النظام غير منتظم بشكل كامل.

## الانحرافات عند النقطة الحرجة
ينحرف طول الارتباط عند النقطة الحرجة: {\displaystyle T\to T_{c}} و{\displaystyle \xi \to \infty }. لا تمثل هذه الانحرافات أي مشكلة فيزيائية. تؤدي بعض الانحرافات الفيزيائية المُلاحظة إلى بعض الاضطراب في البداية.
لعل أهم تلك الانحرافات هي القابلية. عندما نطبق حقلًا مغناطيسيَا صغيرًا جدًا على النظام عند النقطة الحدية، لا يستطيع حقل مغناطيسي صغير مغنطة كتلة كبيرة متماسكة، ولكن بوجود تلك الكتل الكسيرية تتغير الصورة. تؤثر القابلية بسهولة على أصغر الكتل حجمًا إذ تمتلك تلك الكتل سلوكًا قريبًا من البارامغناطيسية. ولكن هذا التغيير بدوره يؤثر على كتل المرحلة المقبلة ويصعد الاضطراب حتى يتغير النظام كله بصورة جذرية. لهذا، تُعد النظم الحرجة حساسةً للتغيرات الصغيرة في بيئتها.
تنحرف بعض الظواهر المُلاحظة الأخرى، مثل الحرارة النوعية، عند هذه النقطة. تُوقف كل تلك الانحرافات عند طول الارتباط.

## الآساسات الحرجة والشمولية
كلما اقتربنا من النقطة الحرجة، تسلك الانحرافات المُلاحظة وفقًا لـ {\displaystyle A(T)\propto (T-T_{c})^{\alpha }} لأساس ما {\displaystyle \alpha \,,} وعندها تكون قيمة الأس α، قياسية، ذاتها تحت أو فوق درجة الحرارة الحدية. يُطلق على هذه الآساس اسم الأساسات الحرجة وتُعد ظواهر مُلاحظة راسخة. وفوق ذلك، تأخذ القيم ذاتها لأنظمة فيزيائية مختلفة جدًا. تُفسر هذه الظاهرة المذهلة التي يُطلق عليها اسم الشمولية، نوعيًا وكميًا من خلال مجموعة إعادة التطبيع.

## الديناميات الحرجة
تظهر الظاهرة الحرجة للكميات الديناميكية (الحركية) وليس فقط للكميات الستاتيكية (الساكنة). في الحقيقة، يرتبط انحراف الزمن المميز لكل نظام {\displaystyle \tau } بصورة مباشرة بانحراف طول الارتباط الحراري من خلال تقديم الأس الديناميكي z والعلاقة {\displaystyle \tau =\xi ^{\,z}}. تنقسم الطبقة الشاملة الستاتيكية الضخمة لنظام ما إلى طبقات شاملة مختلفة أقل ضخامةً بقيم مختلفة للأس الديناميكي ولكن إلى سلوك ستاتيكي شائع وحرج، وعند الاقتراب من النقطة الحرجة نلاحظ كل أنواع التباطؤات.

## الخرق الاحتمالي
الاحتمالية هي الافتراض أن نظامًا ما عند درجة حرارة معينة يستكشف فضاء الطور الكامل ويأخذ في كل حالة احتمالات مختلفة. في نموذج إيزينج الفيرومغناطيسي تحت درجة الحرارة الحدية لا يحدث هذا الافتراض. إذ كانت درجة الحرارة أصغر من درجة الحرارة الحدية بصرف النظر عن قربهما، يختار النظام مغناطيسية شاملة ويُقسم فضاء الطور إلى منطقتين. من إحدى تلك المنطقتين يستحيل الوصول إلى المنطقة الأخرى إلا عند تطبيق حقل مغناطيسي أو عند ارتفاع درجة الحرارة فوق درجة الحرارة الحدية.

## الأدوات الرياضية
تُعد مجموعات إعادة التطبيع الأداة الرياضية الأساسية لدراسة النقاط الحرجة والتي تستفيد من صورة الدمى الروسية (الماتريوشكا) أو التشابه الذاتي لتفسير الشمولية والتنبؤ عدديًا بالنقاط الحرجة. توجد أداة رياضية ثانية هي نظرية التغايرالتي تحول تمددات الاضطراب الانحرافي إلى تمددات متقاربة ذات اقتران قوي مناسبة للظاهرة الحرجة. في الأنظمة ثنائية الأبعاد، تُعد نظرية الحقل الامتثالي أداة فعّالة، واكتشفت خصائص جديدة عديدة للأنظمة الحرجة ثنائية الأبعاد، وتوظف حقيقة أن مقياس الثبات، بالإضافة إلى عدة شروط أخرى، تؤدي إلى زمرة تماثل لا نهائية.

## النقطة الحرجة في نظرية زمرة إعادة التطبيع
تُوصف النقطة الحرجة من خلال نظرية الحقل الامتثالي. وفقًا لنظرية زمرة إعادة التطبيع، تصبح الخاصية المحددة للحرجية لمقياس الطول المميز لبنية نظام فيزيائي ما والمعروفة أيضًا باسم طول الارتباط، لا نهائية. يحدث هذا على طول الخطوط الحرجة لفضاء الطور. يُعد هذا التأثير السبب الذي ينتج عنه البريق الحرج الذي يمكن ملاحظته كمزيج متدفق ثنائي عند الاقتراب من نقطة سائل-سائل الحرجة.
يمكن الوصول إلى النقطة الحرجة، في الأنظمة المتوازنة، فقط من خلال الضبط الدقيق لبارامتر تحكمي. ومع ذلك، في بعض الأنظمة غير المتوازنة، تُعد النقطة الحرجة جاذبة للديناميات بطريقة راسخة مع أخذ بارمترات النظام بالحسبان وهي ظاهرة يُشار إليها باسم الحرجية المنظمة ذاتيًا.

## التطبيقات
تظهر التطبيقات في الفيزياء والكيمياء ولكن أيضًا في حقول معرفية مثل علم الاجتماع. على سبيل المثال، من الطبيعي وصف نظام مكون من حزبين سياسيين باستخدام نموذج إيزينج. وبالتالي، عند التحول من أغلبية إلى أخرى قد تظهر الظاهرة المُشار إليها أعلاه.